# Ozodicera (Ozodicera) carrerella
Ozodicera (Ozodicera) carrerella is een tweevleugelige uit de familie langpootmuggen (Tipulidae). De soort komt voor in het Neotropisch gebied.